# 王朗國家級自然保護區

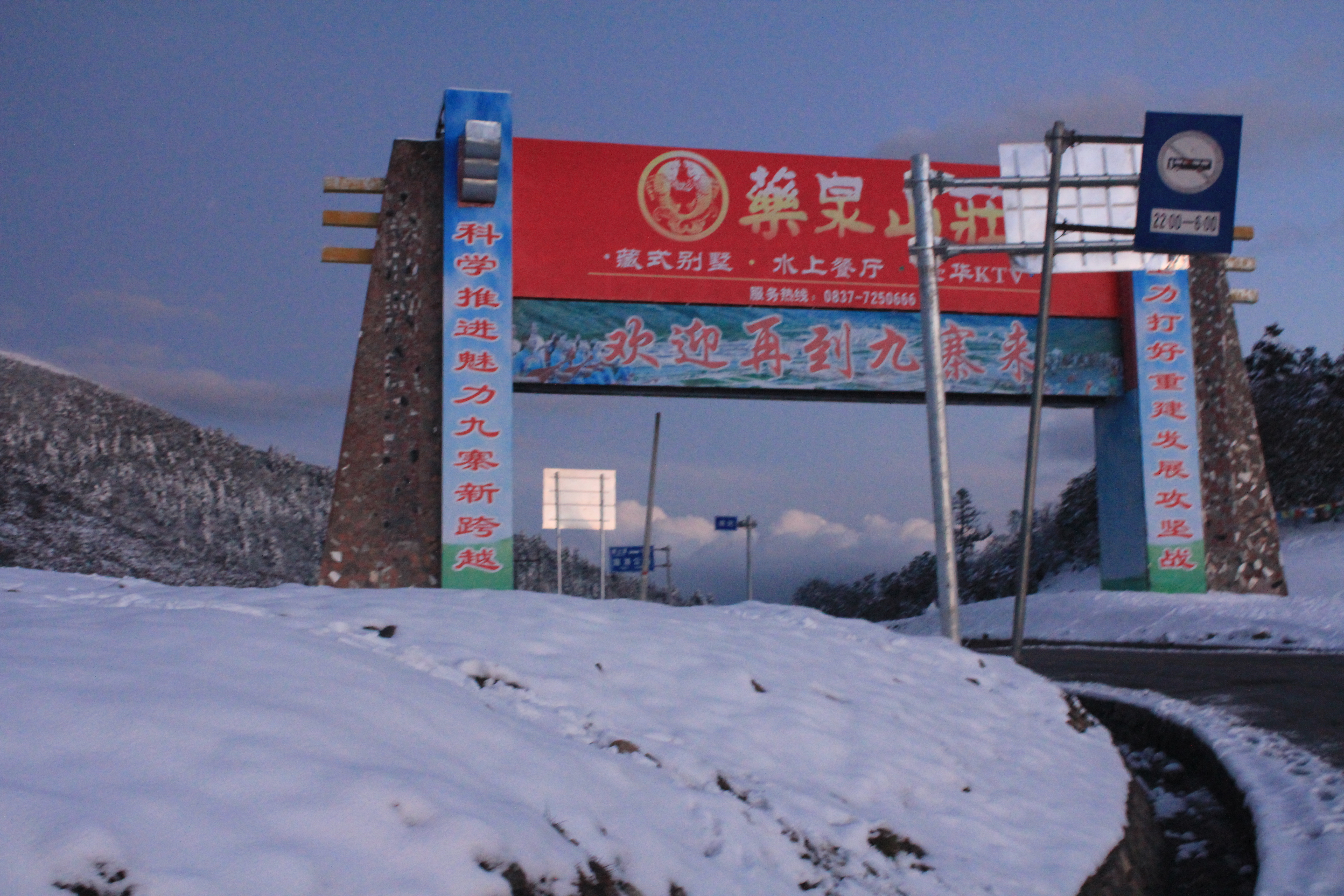
王朗自然保护区

王朗國家級自然保護區位于中国四川省平武县，横断山北麓的岷山山脉, 临近九寨沟国家级自然保护区和黄龙国家级自然保护区，是大熊猫国家公园岷山片区的重要组成部分。创建于1963年，面积32,297公顷，致力于保护大熊猫、川金丝猴、四川羚牛、绿尾虹雉等。
气候属于丹巴-松潘半湿润气候区，海拔范围介于2,400-4,900米之间。
保护区内鸟类达16目273种，兽类7目77种，两栖类2目9种，爬行类2目13种。